# Connacht
Pour les articles homonymes, voir Connaught.
Le Connacht /ˈkɒnɔːt/ (en irlandais : Connachta /ˈkon͈axta/ litt. « descendant de Conn Cétchathach ») est une province d'Irlande située à l'ouest sur la côte atlantique et appartenant entièrement à la république d'Irlande. La province n'a aucune fonction officielle en matière de gouvernement local, mais est officiellement reconnue comme subdivision de l'État d'Irlande. Elle est listée dans la norme ISO 3166-2 comme une des quatre provinces du pays. Son code d'identification est IE-C. Associée à des comtés d'autres provinces le Connacht fait partie de la circonscription électorale européenne du Midlands–North-West
La province comprend les cinq comtés de Galway, Leitrim, Mayo, Roscommon et Sligo. Sa superficie est de 17 713,18 km2. Ses principaux centres urbains sont Galway au sud et Sligo au nord. Sa population est de 504 000 habitants, ce qui en fait la moins peuplée des quatre provinces irlandaises. Le point culminant de la province est Mweelrea  (814 m d'altitude) dans le comté de Mayo. On y trouve aussi la plus grande île d'Irlande hors île principale, l'île d'Achill, et le plus grand lac de l'État d'Irlande, le Lough Corrib.

## Histoire

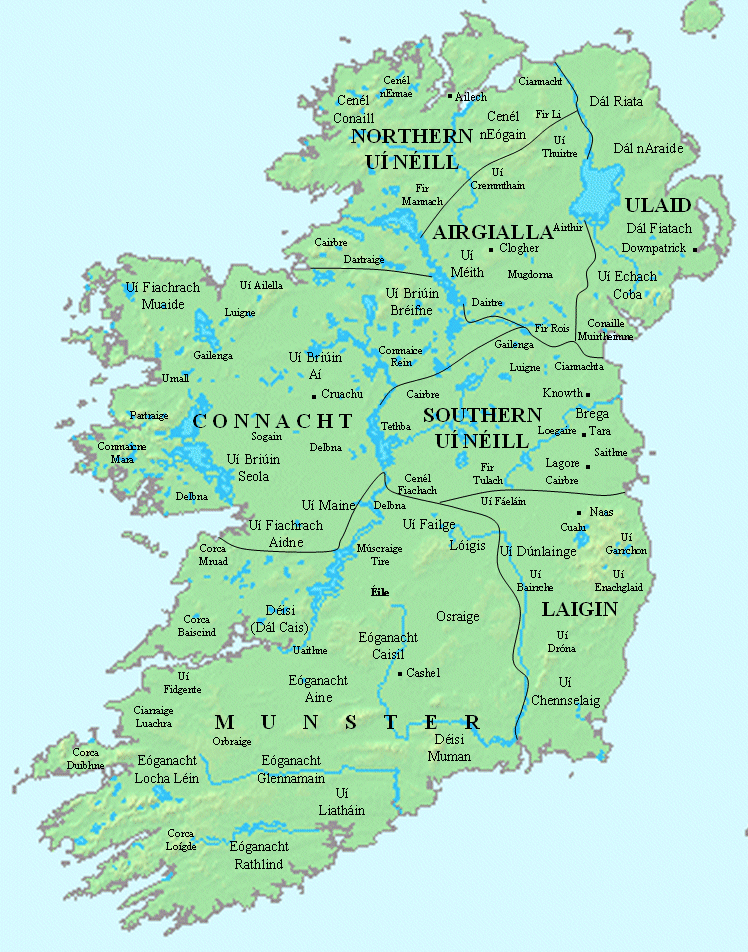
IX
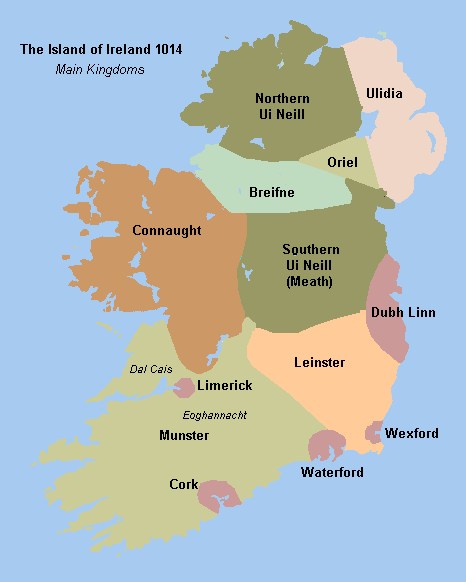
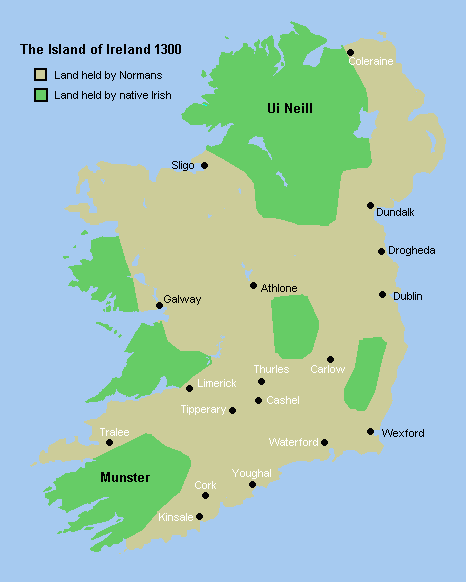
fin XIII

- IXe siècle
- XIe et XIIe siècles
- fin XIIIe siècle

### Période moderne
Après la prise de la ville de Drogheda en septembre 1649 par les troupes d'Olivier Cromwell, 3 000 de ses habitants furent massacrés et les survivants déporté vers l'ouest de l'Irlande. Cromwell aurait alors prononcé ces paroles : « To Connacht or to Hell », c'est-à-dire : « Le Connacht ou l'enfer ». Le Connacht servit en effet pendant longtemps de zone refuge aux Irlandais catholiques face à l'oppresseur britannique, les plantations de colons protestants s'effectuant de préférence dans l'est de l'île.
Le 27 août 1798, lors de la bataille de Castlebar, les forces françaises et les rebelles irlandais sous le commandement du général Humbert l’emportèrent sur une force de 6 000 Britanniques dans ce qui fut plus tard surnommé la « course de Castlebar » pour se moquer de la vitesse et la distance que les Anglais parcoururent dans leur fuite. Une éphémère république de Connaught a été déclarée après la victoire et John Moore (irlandais), chef du Mayo Irlandais-Unis a été déclaré son président.

## Sport

### Sports gaéliques
Le football gaélique et le hurling sont les sports dominants dans le Connacht avec 212 clubs affiliés dans la province en 2014.
Le football gaélique est joué partout dans la province, les cinq comté participant au  Championnat du Connacht de football gaélique pour déterminer le champion qui disputera ensuite le All-Ireland. Le Mayo GAA est le comté dominant dans ce sport. Aucun comté n'a cependant remporté le All-Ireland depuis 2001 et la victoire de Galway GAA
Le hurling est lui moins pratiqué dans le Connacht. L'essentiel des licenciés de ce sport gaélique se trouvent dans le comté de Galway. le Galway GAA est l'unique équipe de la province à disputer le championnat d'Irlande de hurling. Il dispute le championnat provincial du Leinster à cause du manque de compétitivité des autres comtés du Connacht.

### Rugby à XV
La province est représentée par une équipe de rugby à XV, Connacht Rugby. Cette sélection dispute le Pro14 et la Coupe d'Europe de rugby à XV. L'équipe dispute ses matchs à domicile au Galway Sportsground dans la ville de Galway. Connacht Rugby a remporté une seule fois le Pro 14 (alors appelé Pro12) en 2016.
Un certain nombre de clubs basés dans le Connacht disputent le championnat d'Irlande de rugby à XV : Buccaneers RFC, Galway Corinthians RFC, Galwegians RFC et Sligo RFC.

## Démographie
Juste avant la Grande Famine survenu en 1846 la population du Connacht a connu son maximum démographique avec une population approchant le million et demi d'habitants. La population avait fortement augmenté au cours des décennies précédentes grâce à l'importance prise par la culture de la pomme de terre, au point que celle-ci ne devienne la base de l'alimentation des Irlandais. La famine, provoquée par une maladie affectant cette même pomme de terre, fit un grand nombre de victimes parmi la population. Il s'en est ensuivi une chute brutale du nombre d'habitants et un exode massif de la population en direction de l'Angleterre et de l'Amérique. Par la suite le nombre d'habitants a continué à décroître mais a un rythme moins soutenu. Depuis une vingtaine d'années[évasif] la tendance s'est inversée et la province gagne à nouveau des habitants.
| 1659    | 1821    | 1831      | 1841      | 1851      | 1861    |
| ------- | ------- | --------- | --------- | --------- | ------- |
| 87 352  | 884 356 | 1 133 921 | 1 418 859 | 1 062 402 | 913 135 |
| 1881    | 1911    | 1936      | 1961      | 1981      | 2011    |
| 821 657 | 610 984 | 525 468   | 419 465   | 424 410   | 537 663 |

Juste avant la partition de l'Irlande survenu en 1922, on dénombrait dans la province 588 004 catholiques contre seulement 22 980 protestants. Le Connacht était alors la province ayant de loin la plus faible proportion de protestants. 2,16 % pour le Connacht contre 5,9 % pour le Munster, 14,8 % pour le Leinster et 56,3 % pour l'Ulster.

## Politique
Connacht-Ulster était une des quatre circonscriptions de l'Irlande pour les élections au Parlement européen jusqu’en 2004, où elle prit le nom de Nord-Ouest (North-West).